# 入江干拓
入江干拓（いりえかんたく）は、滋賀県米原市入江にある干拓地帯。
かつては琵琶湖から流入する水により入江内湖として、鰻・鮎・鯉・鮒・シジミ等の漁業を中心に利用されていたが、食糧増産を目的として干拓化された。
当時琵琶湖は水位変動が著しく、かねてから入江内湖の干拓化は考えられてはいたが見送られてきた。
1905年（明治38年）の南郷洗堰の完成と瀬田川の浚渫により水位調整が可能になったことから、干拓の適地として注目を浴び、1944年（昭和19年）に起工、1950年（昭和25年）に完成した。
現在は主に稲作が中心に行われている。